# Chandos Te Deum
Im Jahr 1717 komponierte der aus Deutschland stammende Komponist Georg Friedrich Händel (1685–1759) das so genannte Chandos Te Deum (HWV 281). Dieses Werk gehört zu den kirchenmusikalischen Kompositionen Händels und vertont die englische Version des altkirchlichen lateinischen Lobgesangs „Te Deum Laudamus“ des Ambrosius von Mailand.
Das Te Deum war im England des 17. und 18. Jahrhunderts ein wichtiger Bestandteil der Festliturgien besonderer Gottesdienste. Händel knüpfte mit seinen fünf Te-Deum-Vertonungen an Traditionen englischer Kirchenmusik an, besonders Henry Purcells Einfluss ist zu erkennen.
Das Chandos Te Deum entstand während Händels Aufenthalt bei James Brydges, Earl of Carnarvon (und nach 1719 Herzog von Chandos) in den Jahren 1717/1718. Brydges unterhielt ähnlich deutscher Fürstenhöfe eine eigene Kapelle und versammelte eine Reihe Musiker um sich, die der Residenz mit Instrumentalwerken, Opern, Maskenspielen und Kirchenkompositionen Glanz verliehen. Neben „Acis und Galatea“ und dem biblischen Oratorium „Esther“ schrieb Händel elf Chandos Anthems, Psalmvertonungen in englischer Sprache, und das Chandos Te Deum.
Das Te Deum erinnert in einigen Sätzen stark an das „Utrechter Te Deum“ (1713, HWV 278). Im Chandos Te Deum schlägt Händel einen deutlich kammermusikalischen Ton an. Der Orchesterapparat ist im Vergleich zum Utrechter Te Deum reduziert, die Musik klingt intim. Hörbar wird in dieser kleinen Besetzung die mitteldeutsche Kantorentradition, die Händel in genialer Synthese mit paneuropäischen Musikstilen verschmolz. Die Solisten bestreiten kleine Partien, oft reizvolle Ensemblenummern, die keiner „großen Stars“ bedürfen, sondern  dem liturgischen Charakter des Werkes gerecht werden. Das musikalische Gewicht ruht auf den Chorsätzen. Diese sind kontrapunktische Meisterwerke und unterstreichen das hohe kompositorische Niveau dieses zu Unrecht fast vergessenen Werkes Händels.